# Nuklearna fisija
Nuklearna fisija (lat. fissio — razdvajanje, deljenje) je vrsta nuklearne reakcije, koja nastaje kad se jezgra atoma nekog hemijskog elementa cepaju na dva fisijska produkta ili fisiona fragmenta sličnih masa, uz emisiju jednog ili više neutrona, te velike količine energije čak i po energetskim standardima radioaktivnog raspada. Tokom procesa fisije dolazi do oslobađanja energije, jer je manje energije potrebno za formiranje dva lakša jezgra nego jednog težeg jezgra. Spontana fisija jezgra događa se vrlo sporo, ali kod nekih teških jezgrara moguće je inicirati bržu reakciju fisije delovanjem sporih neutrona na njih. Takva jezgra koja su podložna fisiji sporim neutronima nazivaju se fisibilnim jezgrama. Osim jezgara izotopa uranijuma-233 i uranijuma-235, te plutonijuma-239, fisibilno je i jezgro izotopa plutonijuma-241. Jedini fisibilni izotop koji postoji u prirodi je izotop uranijuma-235. Energija oslobođena fisijom uranijuma-235 iznosi približno 200 . Dva lakša jezgra koje nastaju fisijom su radioaktivna i zovu se fisioni fragmenti ili fisioni produkti.
Da bi se nuklearna fisija mogla koristiti kao energetski izvor potrebno je stvoriti uslove u kojima će se ta reakcija događati kontinuirano. Kontinuiranu fisijsku reakciju moguće je ostvariti, jer se fisijom fisibilnih izotopa stvaraju dva do tri neutrona koji mogu izazvati fisiju u drugim jezgrama fisibilnih izotopa. Takva se reakcija naziva fisibilna nuklearna lančana reakcija. Mase fisionih produkata su najčešće u odnosu 3:2, a verovatnoća da dođe do nuklearne fisije je 2 do 4 puta na 1000 događaja.
Nuklearna se fisija kod nekih teških jezgara odvija spontano, kao oblik radioaktivnog raspada, tako da se teška jezgra cepaju na dva dela, tj. X → A + B. Verovatnoća događanja spontane fisije je vrlo mala. Dovođenjem jezgra u pobuđeno stanje verovatnoća fisije se znatno povećava. To je stanje najlakše postići kod neparnih jezgara uranijuma-235, uranijuma-233 i plutonijuma-239, gde apsorpcija i sasvim sporog neutrona dovodi jezgro u pobuđenje dovoljno za fisiju. Jezgra koje su nastala fisijama zovu se fisijski fragmenti ili fisijski produkti. Fisijski produkti su radioaktivni i glavni su izvor radioaktivnosti u istrošenom nuklearnom gorivu. Procesom fisije dolazi do oslobađanja energije, jer je manje energije potrebno za formiranje dva lakša jezgra nego jednog težeg jezgra. Energija oslobođena fisijom jezgra izotopa uranijuma-235 iznosi približno 200 MeV i prenosi se na okolni medijum u obliku toplotne energije. Energija dobijena fisijom jednog kilograma izotopa uranijuma-235 jednaka je energiji koja bi se dobila izgaranjem 1.300 tona ugljenika ili 1.350 tona nafte. Da bi se taj veliki energijski potencijal fisije mogao iskoristiti kao energetski izvor potrebno je omogućiti kontinuirano odvijanje fisijske reakcije. Dva do tri neutrona koji se oslobađaju tokom fisijske reakcije mogu izazvati reakciju fisije na drugim jezgrama fisibilnog izotopa i na taj način nastaviti nuklearnu lančanu reakciju fisije. Tim procesom dolazi do kontinuiranog oslobađanja fisijske energije na kontrolisan način u posebnim uređajima koji se zovu nuklearni reaktori.
Nuklearnu fisiju su otkrili 19. decembra 1938. u Berlinu nemački hemičari Oto Han i Fric Štrasman.} Fizičari Liza Majtner i njen nećak Oto Robert Friš su to teoretski objasnili u januaru 1939. Friš je nazvao proces „fisija” po analogiji sa biološkom fisijom živih ćelija. U svojoj drugoj publikaciji o nuklearnoj fisiji u februaru 1939. Han i Štrasman su predvideli postojanje i oslobađanje dodatnih neutrona tokom procesa fisije, otvarajući mogućnost nuklearne lančane reakcije. Za teške nuklide, to je egzotermna reakcija koja može osloboditi velike količine energije kao elektromagnetno zračenje i kao kinetička energija fragmenata (zagrevanje rasutog materijala gde se odvija fisija). Kao i nuklearna fuzija, da bi fisija proizvela energiju, ukupna energija vezivanja nastalih elemenata mora biti veća od one početnog elementa. Fisija je oblik nuklearne transmutacije, jer rezultujući fragmenti (ili atomi ćerke) nisu isti element kao originalni roditeljski atom. Dva (ili više) proizvedena jezgra su najčešće uporedivih, ali malo različitih veličina, obično sa odnosom mase proizvoda od oko 3 prema 2, za uobičajene fisijske izotope. Većina fisija su binarne fisije (proizvodeći dva naelektrisana fragmenta), ali povremeno (2 do 4 puta na 1000 događaja) nastaju tri pozitivno naelektrisana fragmenta, u ternarnoj fisiji. Najmanji od ovih fragmenata u ternarnim procesima kreće se u veličini od protona do jezgra argona.
Osim fisije izazvane neutronom, koju ljudi iskorištavaju i eksploatišu, prirodni oblik spontanog radioaktivnog raspada (koji ne zahteva neutron) se takođe naziva fisijom, a javlja se posebno u izotopima sa veoma velikim masenim brojem. Spontanu fisiju su 1940. otkrili Fljorov, Petržak i Kurčatov u Moskvi, u eksperimentu koji je trebalo da potvrdi da je, bez bombardovanja neutronima, brzina fisije uranijuma zanemarljiva, kao što je predvideo Nils Bor; to nije bilo zanemarljivo. Nepredvidiv sastav proizvoda (koji variraju u širokom opsegu i donekle na haotičan način) razlikuje fisiju od procesa čisto kvantnog tunelisanja kao što su emisija protona, alfa raspad i raspad klastera, koji svaki put daju iste proizvode. Nuklearna fisija oslobađa energiju za nuklearne elektrane i pokreće eksploziju nuklearnog oružja. Obe upotrebe su moguće jer određene supstance koje se nazivaju nuklearna goriva podležu fisiji kada ih udare fisioni neutroni, a zauzvrat emituju neutrone kada se raspadnu. Ovo čini moguću samoodrživu nuklearnu lančanu reakciju, oslobađajući energiju kontrolisanom brzinom u nuklearnom reaktoru ili veoma brzom, nekontrolisanom brzinom u nuklearnom oružju. Količina slobodne energije koja se oslobađa pri fisiji je ekvivalentna količini od 235
U je milion puta veća od one koja se oslobađa pri sagorevanju metana ili iz vodoničnih gorivnih ćelija.
Međutim, proizvodi nuklearne fisije su u proseku daleko radioaktivniji od teških elemenata koji se normalno koriste kao gorivo i ostaju takvi tokom znatnog vremena, što dovodi do problema nuklearnog otpada. Međutim, sedam dugovečnih fisionih proizvoda čini samo mali deo fisionih proizvoda. Apsorpcija neutrona koja ne dovodi do fisije proizvodi plutonijum (od 238
U) i manjinske aktinide (iz oba 235
U i 238
U) čija je radiotoksičnost daleko veća od one dugovečnih fisionih produkata. Zabrinutost zbog akumulacije nuklearnog otpada i destruktivnog potencijala nuklearnog oružja su protivteža mirnodobskoj želji da se fisija koristi kao izvor energije. Gorivni ciklus torijuma praktično ne proizvodi plutonijum i formira mnogo manje minornih aktinida, ali 232
U - odnosno njegovi proizvodi raspada - su glavni emiter gama zraka. Svi aktinidi su plodni ili fisioni i brzoumnožavajući reaktori mogu ih sve fisionirati, iako samo u određenim konfiguracijama. Nuklearna prerada ima za cilj da povrati upotrebljivi materijal iz istrošenog nuklearnog goriva kako bi se omogućilo da zalihe uranijuma (i torijuma) traju duže i da bi se smanjila količina „otpada”. Industrijski izraz za proces koji obavlja fisiju svih ili skoro svih aktinida je „zatvoreni ciklus goriva“.

## Fizički pregled

### Mehanizam
Nuklearna fisija se može odvijati bez neutronskog bombardovanja, kao tip radioaktivnog raspada. Ovaj tip fisije (takozvana spontana fisija) je redak, izuzev u slučaju nekoliko teških izotopa. U nuklearnim uređajima, esencijalno sva nuklearna fisija se odvija kao „nuklearna reakcija“ — proces vođen bombardovanjem koji proizilazi iz kolizije dve subatomske čestice. U nuklearnim reakcijama, subatomska čestica se sudara sa atomskim jezgrom i uzrokuje promene u njemu. Nuklearne reakcije su stoga vođene i mehanikom bombardovanja, a ne samo relativno konstantnim eksponencijalnim raspadom i polu-životom karakterističnim za spontane radioaktivne procese.
Poznato je mnogo tipova nuklearnih reakcija. Nuklearna fisija se značajno razlikuje od drugih tipova nuklearnih reakcija, po tome što ona može da bude pojačana i u nekim slučajevima kontrolisana nuklearna lančana reakcija (ona je specifični tip opšte klase lančanih reakcija). U takvoj reakciji, slobodni neutroni koji su oslobođeni fisijom mogu da izazovu dodatne reakcije fisije, čime se zatim oslobađa još više neutrona i uzrokuje dalja fisija.
Izotopi hemijskih elemenata koji imaju sposobnost podržavanja fisione lančane reakcije se nazivaju nuklearnim gorivima, i kaže se da su fisivi. Najčešće korišćena nuklearna goriva su 235U (izotop uranijuma sa atomskom masom od 235 i 239Pu (izotop plutonijuma sa atomskom masom od 239). Ta goriva se raspadaju u bimodalnom opsegu hemijskih elemenata sa atomskim masama centriranim u blizini 95 i 135 u (fisioni produkti). Većina nuklearnih goriva samo veoma sporo podleže spontanoj fisiji, raspadajući se umesto toga uglavnom putem alfa/beta lanca raspadanja tokom dužih perioda od milenijuma do eona. U nuklearnim reaktorima ili nuklearnom oružju, velika većina fisionih reakcija se indukuje bombardovanjem sa drugim česticama, neutronima, koji su oslobođeni prethodnim fisionim reakcijama.
Nuklearne fisije u nuklearnim gorivima su rezultat energije nuklearne ekscitacije proizvedene ulaskom neutrona u fisivna atomska jezgra. Ta energija, je rezultat nuklearne sile privlačenja između neutrona i nukleusa. Dovoljno je da se deformiše nukleus u oblik dvodelne tekuće kapljice, dok se ne pređe tačka u kojoj nuklearni fragmenti premašuju rastojanja na kojima nuklearna sila može da drži dve grupe naelektrisanih nukleona zajedno, i kad to toga dođe, dva fragmenta kompletiraju svoje razdvajanje i bivaju odbijeni jedan od drugog usled uzajamno repulzivnih naelektrisanja, u procesu koji postaje nepovratan sa sve većim i većim rastojanjem. Sličan proces se javlja kod fisivih izotopa (kao što je uranijum-238), mada da bi došlo do fisije, tim izotopima je neophodna dodatna energija koju pružaju brzi neutroni (kao što su oni proizvedeni nuklearnom fuzijom u termonuklearnom oružju).
Model kapljice tečnosti atomskog nukleusa predviđa fisione produkte jednake veličine kao ishod nuklearne deformacije. Sofistikovaniji model nuklearne ljuske je neophodan da bi se mehanistički objasnio način energetički povoljnijeg ishoda, u kome je jedan fisioni produkt malo manji od drugog. Teoriju fisije baziranu na modelu ljuske je formulisala Marija Majer.
Binarna fisija je najčešći fisioni proces, i njime se proizvode gore pomenuti fisioni produkti, sa 95±15 i 135±15 u. Međutim, do binarnog procesa dolazi uglavnom zato što je najverovatniji. U oko 2 do 4 fisije na 1000 u nuklearnom reaktoru, proces koji se naziva ternerna fisija proizvodi tri pozitivno naelektrisana fragmenta (plus neutrone) i najmanji među njima mogu da budu u opsegu od veoma malog naelektrisanja i mase kao što je proton (Z=1), do velikog fragmenta kao što je argon (Z = 18). Najčešći mali fragmenti, međutim, se sastoje od oko 90% jezgara helijuma-4 sa više energije od alfa čestica iz alfa raspada (takozvane „alfe dugog opsega“ sa ~ 16 MeV), plus jezgra helijuma-6, i tritoni (jezgra tricijuma). Ternarni proces je zastupljen u manjoj meri, mada se njime ipak proizvode znatne količine gasova helijuma-4 i tricijuma u šipkama goriva modernih nuklearnih reaktora.

### Energetika

#### Ulaz
Za fisiju teških jezgara neophodan je totalni unos energije od oko 7 od 8 miliona elektron volti (MeV) da bi inicijalno svladala nuklearna sila koja drži jezgro u sfernom ili približno sfernom obliku, i počevši od toga, da ga deformiše u oblik dvodelne kapljice („kikirikija“) u kome delovi mogu da nastave da se odvajaju jedan od drugog, potpomognuti svojim uzajamnim odbijanjem pozitivnih naelektrisanja, kao što je to slučaj u najzastupljenijem procesu binarne fisije (dva pozitivno naelektrisana fisiona produkta + neutroni). Nakon što su delovi jezgra potisnuti do kritičnog razmaka, izvan koga kratkosežna jaka sila ne može više da ih drži zajedno, proces njihove separacije se odvija posredstvom energije (dalekosežnog) elektromagnetskog odbijanja između dva fragmenta. Rezultat su dva fisiona fragmenta koji se udaljavaju jedan od drugog, noseći visok sadržaj energije.
Poprečni preseci fisije su merljivo svojstvo koje se odnosi na verovatnoću da će do fisije doći u nuklearnoj reakciji. Poprečni preseci su funkcija upadne energije neutrona, a oni za U-235 i Pu-239 su milion puta veći od U-238 na nižim nivoima energije neutrona. Apsorpcija bilo kog neutrona čini dostupnom energiju vezivanja jezgra od oko 5,3 MeV. Izotopu U238 je potreban brzi neutron za snabdevanje dodatnih 1 MeV potrebnih za prelazak kritične energetske barijere za fisiju. U slučaju U235, međutim, ta dodatna energija se dobija kada se U235 prilagođava sa neparne na parnu masu. Po rečima Jonesa i Lavlejsa, „...apsorpcija neutrona na 235
U meti formira 236
U jezgro sa energijom pobude većom od kritične energije fisije, dok u slučaju n + 238
U, nastaje 239
U jezgro koje ima energiju pobude ispod kritične energije fisije.”‍:25–28‍:282–287
Oko 6 MeV fisione ulazne energije dolazi od jednostavnog vezivanja jednog dodatnog neutrona u teško jezgro dejstvom jake sile; mada, kod mnogih izotopa podložnih fisiji, ta količina energije nije dovoljna. Uranijum-238, na primer, ima skoro ništavnu fisionu poprečnu sekciju za neutrone sa manje od jednog MeV energije. Ako se ne unese dodatna energija putem nekog drugog mehanizma, ne dolazi do fisije jezgra, nego se samo apsorbuje neutron, kao što je to slučaj kad U-238 apsorbuje spore i čak izvesni udeo brzih neutrona, čime postaje U-239. Preostala energija neophodna za inicijaciju fisije može proizaći iz jednog od dva druga mehanizma: jedan od kojih je unos viška kinetičke energije ulaznih neutrona, koji su u sve većoj meri sposobni to izazovu fisiju podložnih teških jezgara, kad njihova kinetička energija prelazi jedan MeV (oni su takozvani brzi neutroni). Takvi visoko energetski neutroni modu da direktno izazovu rascep U-238 (oni nalaze primenu u termonuklearnom oružju, u kome brzi neutroni proističu iz nuklearne fuzije). Međutim, taj proces nije podesan za široku primenu u nuklearnim reaktorima, pošto suviše mali udeo fisionih neutrona proizvedenih bilo kojim tipom fisije ima dovoljno energije da efektivno rascepi U-238 (fisioni neutroni imaju mod energije od 2 MeV, ali je medijan samo 0,75 MeV, što znači da pola njih ima nedovoljnu energiju).
Među teškim aktinoidnim elementima, izotopi koji imaju neparan broj neutrona (kao što je 235U sa 143 neutrona) vezuju ekstra neutron sa dodatnih 1 do 2 MeV energije u odnosu na izotop istog elementa sa parnim brojem neutrona (kao što je 238U sa 146 neutrona). Ta ekstra energija vezivanja je dostupna kao result efekta neutronskog uparivanja. Ta ekstra energija proizilazi iz Paulijevog principa isključivanja kojim se dozvoljava dodatnom neutronu da zauzme istu nuklearnu orbitalu kao i zadnji neutron u nukleusu, tako da oni formiraju par. Kod takvih izotopa, stoga nije neophodna neutronska kinetička energija, pošto se sva neophodna energija dobija apsorpcijom neutrona, bilo sporog ili brzog, pri čemu se spori neutroni koriste u nuklearnim reaktorima sa moderatorom, a brzi u brzim neutronskim reaktorima, i oružju). Kao što je već napomenuto, potgrupa elemenata podložnih fisiji se može efektivno cepati njihovim sopstvenim fisionim neutronima (čime se potencijalno može izazvati nuklearna lančana reakcija u relativno malim količinama čistog materijala). Primeri su izotopi 235U i 239Pu. Prema Jonesu i Lavlandu, „Aktinidi poput 235
U kod kojih fisija koja lako sledi nakon apsorpcije termičkog (0,25 meV) neutrona nazivaju se fisilni, dok se one poput 238
U, koji se ne cepaju lako kada apsorbuju termalni neutron nazivaju se fisibilni.”‍:25

#### Izlaz
Tipični fisioni događaji otpuštaju oko dve stotine miliona  (200 MeV) energije pri svakom fisionom događaju. Izbor izotopa ima malog uticaja na količinu oslobođene energije. To se može lako uočiti pregledom krive energije vezivanja. Prosečna energija vezivanja aktinoidnih jezgara počevši od uranijuma je oko 7,6 MeV po jezgru. Idući na levo duž krive energije vezivanja, gde se fisioni produkti grupišu, lako se može uočiti da energija vezivanja fisionih produkata teži da bude oko 8,5 MeV po nukleonu. Stoga u svakom fisionom događaju izotopa u aktinoidnom opsegu mase, oko 0,9 MeV se oslobađa po nukleonu početnog elementa. Fisija U235 sporim neutronom proizvodi skoro identičnu količinu energije sa fisijom U238 brzim neutronom. Taj profil oslobađanja energije takođe važi za torijum i razne manje aktinoide.
U kontrastu s tim, većina reakcija hemijske oksidacije (kao što su sagorevanje uglja ili TNT) oslobađaju u najboljem slučaju nekoliko  po događaju. Stoga, nuklearno gorivo sadrži najmanje deset miliona puta više korisne energije po jedinici mase nego hemijsko gorivo. Energija nuklearne fisije se oslobađa kao kinetička energija fisionih produkata i fragmenata, i kao elektromagnetna radijacija u obliku gama zraka; u nuklearnom reaktoru, energija se konvertuje u toplotu pošto se čestice i gama zraci sudaraju sa atomima od kojih je napravljen reaktor i njegovim radnim fluidom, obično vodom ili u nekim slučajevima teškom vodom ili istopljenim solima.
Pri rascepu jezgara uranijuma u fragmente jezgra, oko 0,1% mase uranijumskih jezgara prelazi u energiju fisije od ~200 MeV. Za uranijum-235 (totalna prosečna fisiona energija je 202,5 MeV), tipično se ~169 MeV javlja kao kinetička energija rascepljenih jezgara, koja lete sa oko 3% brzine svetlosti, usled Kulonovske repulzije. Takođe, u proseku se emituje 2,5 neutrona, sa prosečnom kinetičkom energijom po neutronu od ~2 MeV (totalno 4.8 MeV). Reakcija fisije takođe oslobađa ~7 MeV u obliku fotona gama zraka. Iz te vrednosti proizilazi da nuklearno fisiona eksplozija ili nesrećni slučaj emituje oko 3,5% svoje energije u obliku gama zraka, što je manje od 2,5% energije brzih neutrona (totalna vrednost oba tipa radijacije je ~ 6%), a ostatak je kinetička energija fisionih fragmenata (ona se pojavljuje skoro odmah nakon što fragmenti dođu u susret sa okružnom materijom, kao jednostavna toplota). U atomskoj bombi, ta toplota može da služi za povišenje temperature jezgra bombe do 100 miliona kelvina i da uzrokuje sekundarnu emisiju X-zraka, koji konvertuju deo te energije u jonizacionu radijaciju. Međutim, u nuklearnim reaktorima, kinetička energija fisionih fragmenata se zadržava kao toplota niske temperature, koja uzrokuje malo jonizacije, ili je nema.
Takozvane neutronske bombe (poboljšana radijaciona oružja) su konstruisana tako da oslobađaju veći udeo svoje energije kao jonizujuće zračenje (specifično neutrone), mada su sve one termonuklearni uređaji koji se oslanjaju na stupanj nuklearne fuzije za proizvodnju dodatne radijacije. Energijska dinamika čiste fisione bombe se uvek zadržava na oko 6% prinosa u obliku radijacije, kao direktni rezultat fisije.
Totalna energija brze fisije doseže oko 181 MeV, ili ~ 89% totalne energije koja se konačno oslobađa fisijom tokom vremena. Preostalih ~ 11% se oslobađa u obliku beta raspada koji ima vazne polu-živote, ali odmah počine kao proces u fisionim produktima; i u obliku odloženih gama emisija vezanih za te beta raspade. Na primer, u uranijumu-235 ta odložena energija je podeljena u oko 6,5 MeV u betama, 8,8 MeV u antineutrinima (oslobođenim u isto vreme kao i bete), i konačno, dodatnih 6,3 MeV u odloženim gama emisijama iz pobuđenih produkata beta-raspada (za prosečnu totalnu emisiju od ~10 gama zraka po fisiji). Stoga, oko 6,5% totalne energije fisije se oslobađa nakon događaja, kao odložena jonizujuća radijacija, i odložena jonizujuća energija je ravnomerno podeljena između gama i beta zraka.
U reaktoru koji je radio izvesno vreme, radioaktivni fisioni produkti se nakupljaju do koncentracija stabilnog stanja, tako da je njihova brzina raspadanja jednaka njihovoj brzini formiranja, tako da je njihov frakcioni totalni doprinos toploti reaktora (putem beta raspada) jednak doprinosu radioizotopske frakcije. Pod tim uslovima, 6,5% fisije se javlja kao odložena jonizaciona radijacija (odložene game i bete iz radioaktivnih fisionih produkata) koja doprinosi stabilnom stanju reaktorske toplotne produkcije. Ta frakcija zaostaje kad se reaktor naglo zatvori (pri hitnom isključivanju). Iz tog razloga, reaktorski izlaz toplote raspada počinje sa oko 6,5% pune fisione snage reaktorskog stabilnog stanja, nakon zaustavljanja reaktora. Međutim, u toku nekoliko sati, usled raspada tih izotopa, izlazna snaga raspada je daleko manja.
Ostatak energije raspada (8,8 MeV/202,5 MeV = 4,3% totalne fisione energije) se emituje kao antineutrini, koji se kao praktična materija, ne smatraju „jonizacionom radijacijom“. Energija oslobođena u obliku antineutrina se ne zadržava materijalom reaktora kao toplota, nego direktno prolazi kroz sve materijale (uključujući Zemlju) brzinom koja je blizu brzine svetlosti, i odlazi u interplanetarni prostor (apsorbovana količina je zanemarljiva). Neutrinska radijacija se obično ne klasifikuje kao jonizaciona radijacija, pošto se skoro u potpunosti ne apsorbuje i stoga ne proizvodi efekte (mada su veoma retki neutrinski događaji jonizujući). Skoro celokupan ostatak radijacije (6,5% odložene beta i gama radijacije) se konačno konvertuje u toplotu u jezgru reaktora ili njegovom zaštitnom omotaču.
Neki procesi u kojima učestvuju neutroni su primetni po apsorbovanju ili konačnom prinosu energije — na primer neutronska kinetička energija ne daje odmah toplotu ako je neutron zarobljen atomom uranijuma-238, čime se stvara plutonijum-239, ali se ta energija emituje ako kasnije dođe do fisije plutonijuma-239. Sa druge strane, takozvani odloženi neutroni emitovani kao radioaktivni produkti raspada sa polu-životima do nekoliko minuta, iz produkata fisije, su veoma važni za kontrolu reaktora, zato što oni daju karakteristično „reakciono“ vreme za udvostručavanje veličine totalne nuklearne reakcije, ako se reakcija odvija u „odloženoj kritičnoj“ zoni koja se namerno oslanja na te neutrone za superkritičnu lančanu reakciju (u kojoj svaki fisioni ciklus proizvodi više neutrona nego što ih apsorbuje). Bez njihovog postojanja, nuklearna lančana reakcija bi bila brzo kritična i povećala bi se brže nego što be se mogla kontrolisati ljudskom intervencijom. U tom slučaju, prvi eksperimentalni atomski reaktori bi otišli izvan kontrole u opasne i zbrkane „brze kritične reakcije“ pre nego što bi njihovi operatori mogli da ih ručno zaustave (iz tog razloga, dizajner Enriko Fermi je uveo radijacijom kontra pobuđene kontrolne šipke, suspendovane elektromagnetima, koje mogu da automatski padnu u centar Čikago gomile-1). Ako su ti odloženi neutroni uzvaćeni bez izazivanja fisije, oni takođe proizvode toplotu.

### Jezgra produkta i energija vezivanja
Kod fisije postoji preferencija u pogledu prinosa fragmenata sa parnim brojem protona, koja se naziva neparno-parnim efektom distribucije naelektrisanja fragmenata. Za razliku od toga, neparno-parni efekat nije uočen kod distribucije masenih brojeva fragmenata. Taj rezultat se objašnjava razlaganjem nukleonskog para.
U nuklearno fisionim događajima jezgra se mogu razložiti u bilo koju kombinaciju lakših jezgara, ali najčešći događaj nije fisija do jezgara jednakih masa od oko 120; najčešći događaj (u zavisnosti od izotopa i procesa) je blago neravnomerna fisija u kojoj jedno novonastalo jezgro ima masu oko 90 do 100 u a drugo preostalih 130 do 140 u. Neravnomerne fisije su energetski povoljnije jer se time omogućava jednom produktu da bude bliže energetskog minimuma u blizini mase 60 u (samo četvrtine prosečne fisibilne mase), dok drugo jezgro sa masom 135 u još uvek nije daleko od opsega najčvršće vezanog jezgra (još jedan način interpretacije je da su krive atomske energije vezivanja nešto strmije levo od mase 120 u, nego desno od nje).

## Istorija
Godine 1919, Ernest Raderford je bombardirajući azot alfa-česticama izveo prvo nuklearno pretvaranje (transmutaciju) jednog hemijskog elementa u drugi. Pri procesu je nastao kiseonik, tako je izvršena prva nuklearna reakcija: azot-14 + α (alfa-čestica) → kiseonik-17 + p (proton). Godine 1932. Raderfordove kolege Džon Kokroft i Ernest Valton su bombardovali atom litijuma-7 s protonima, koji se raspao na dve alfa-čestice. Taj eksperiment je nazvan cepanje atoma. Nakon što je Džejms Čedvik otkrio neutron 1932, italijanski fizičar Enriko Fermi 1934. je ozračio uranijum sporim neutronima i zapazio je da se kao proizvod javlja nekoliko novih atoma, koji se razlikuju po vremenu poluraspada. Fermi je smatrao da je bombardovanje uranijuma-235 sporim neutronima izazvalo nuklearnu reakciju, pri kojoj su nastali novi radioaktivni elementi, s atomskim brojem iznad 92, nestabilni hemijski elementi s rednim brojem 93, 94 i većim brojevima, koji se nazivaju transuranijski elementi.

### Otkriće nuklearne fisije
Otkriće nuklearne fisije dogodilo se 1938. godine u zgradama Društva za hemiju Kajzer Vilhelm, danas u sklopu Slobodnog univerziteta u Berlinu, nakon više od četiri decenije rada na nauci o radioaktivnosti i razradi nove nuklearne fizike koja opisuje komponente od atoma. Ernest Raderford je 1911. godine predložio model atoma u kojem je vrlo malo, gusto i pozitivno naelektrisano jezgro protona okruženo negativnim elektronima koji kruže (Raderfordov model). Niels Bor je ovo poboljšao 1913. pomirujući kvantno ponašanje elektrona (Bohrov model). Godine 1928, Džordž Gamov je predložio model kapljice tečnosti, koji je postao suštinski važan za razumevanje fizike fisije.‍:49–51,70–77,228‍:6–7
Godine 1896, Anri Bekerel je pronašao, a Marija Kiri dala ime, radioaktivnost. Godine 1900, Raderford i Frederik Sodi, istražujući radioaktivni gas koji potiče iz torijuma, „preneli su ogroman i neizbežan zaključak da se element torijum polako i spontano pretvara u gas argon!“‍:41–43
Godine 1919, prateći raniju anomaliju koju je Ernest Marsden zabeležio 1915. godine, Raderford je pokušao da „razbije atom“. Raderford je uspeo da izvrši prvu veštačku transmutaciju azota u kiseonik, koristeći alfa čestice usmerene na azot 14N + α → 17O + p.  Raderford je izjavio: „...moramo zaključiti da je atom azota dezintegrisan“, dok su novine navele da je on podelio atom. Ovo je bilo prvo posmatranje nuklearne reakcije, odnosno reakcije u kojoj se čestice iz jednog raspada koriste za transformaciju drugog atomskog jezgra. Takođe je ponudio novi način proučavanja jezgra. Raderford i Džejms Čedvik su zatim koristili alfa čestice da „razbiju“ bor, fluor, natrijum, aluminijum i fosfor pre nego što su dostigli ograničenje povezano sa energijom njegovog izvora alfa čestica. Na kraju, 1932. godine, potpuno veštačku nuklearnu reakciju i nuklearnu transmutaciju su postigle Raderfordove kolege Ernest Volton i Džon Kokroft, koji su koristili veštački ubrzane protone protiv litijuma-7, da podele ovo jezgro na dve alfa čestice. Taj podvig je bio popularno poznat kao „cepanje atoma“ i doneo im je Nobelovu nagradu za fiziku 1951. godine za „Transmutaciju atomskih jezgara veštački ubrzanim atomskim česticama“, iako to nije bila reakcija nuklearne fisije koja je kasnije otkrivena u teškim elementima.
Engleski fizičar Džejms Čedvik otkrio je neutron 1932. godine. Čedvik je koristio jonizacionu komoru da posmatra protone koje je izbacilo iz nekoliko elemenata berilijumskim zračenjem, prateći ranija zapažanja Žoliot-Kiri. Čedvikovim rečima, „...Da bismo objasnili veliku prodornu moć zračenja, moramo dalje pretpostaviti da čestica nema neto naboj...” Postojanje neutrona je prvi postulirao Ruderford 1920. godine, a u Čedvikovim rečima, „...kako si, zaboga, nameravao da izgradiš veliko jezgro sa velikim pozitivnim nabojem? A odgovor je bila neutralna čestica.“‍:153–165 Nakon toga, on je objavio svoja otkrića sa više detalja.
Rečima Ričarda Rodsa, u kontekstu neutrona, „Ona bi stoga služila kao nova nuklearna sonda sa boljom moći prodiranja“. Filip Morison je izjavio: „Snop termalnih neutrona koji se kreću brzinom zvuka... proizvodi nuklearne reakcije u mnogim materijalima mnogo lakše nego snop protona... koji putuje hiljadama puta brže.” Prema Roudsu, „usporavanje neutrona dalo mu je više vremena u blizini jezgra, a to mu je dalo više vremena da bude uhvaćen“. Fermijev tim, proučavajući radijacijsko hvatanje, što je emisija gama zračenja nakon što jezgro uhvati neutron, proučavao je šezdeset elemenata, izazivajući radioaktivnost u četrdeset. U procesu su otkrili sposobnost vodonika da usporava neutrone.‍:165,216–220
Enriko Fermi i njegove kolege u Rimu proučavali su rezultate bombardovanja uranijuma neutronima 1934. godine. Fermi je zaključio da su njegovi eksperimenti stvorili nove elemente sa 93 i 94 protona, koje je grupa nazvala auzonijum i hesperijum. Međutim, nisu svi bili ubeđeni Fermijevom analizom njegovih rezultata, iako je on dobio Nobelovu nagradu za fiziku 1938. za svoje „demonstracije postojanja novih radioaktivnih elemenata proizvedenih neutronskim zračenjem, i za srodno otkriće nuklearnih reakcija pomoću sporih neutrona“. Nemačka hemičarka Ida Nodak je 1934. godine posebno sugerisala da umesto stvaranja novog, težeg elementa 93, „moguće je zamisliti da se jezgro raspadne na nekoliko velikih fragmenata.“ Međutim, citirani prigovor dolazi sa izvesnim rastojanjem, i bio je samo jedan od nekoliko praznina koje je primetila u Fermijevoj tvrdnji. Iako je Nodak bila renomirani analitički hemičar, nedostajala joj je pozadina u fizici da bi procenila enormnost onoga što je predlagala.
Nakon Fermijeve publikacije, Oto Han, Liz Majtner i Fric Štrasman su počeli da izvode slične eksperimente u Berlinu. Majtner, austrijska Jevrejka, izgubila je austrijsko državljanstvo Anšlusom, ujedinjenjem Austrije sa Nemačkom u martu 1938, ali je u julu 1938. prebegla u Švedsku i započela prepisku poštom sa Hanom u Berlinu. Igrom slučaja, njen nećak Oto Robert Friš, takođe izbeglica, takođe je bio u Švedskoj kada je Majtnerova primila pismo od Hana od 19. decembra u kome je opisao njegov hemijski dokaz da su neki od proizvoda bombardovanja uranijuma neutronima bili barijum. Han je predložio raspad jezgra, ali nije bio siguran koja je fizička osnova za te rezultate. Barijum je imao atomsku masu 40% manju od uranijuma i nijedna ranije poznata metoda radioaktivnog raspada nije mogla da objasni tako veliku razliku u masi jezgra. Friš je bio skeptičan, ali Majtnerova je verovala Hanovoj sposobnosti kao hemičara. Marija Kiri je godinama odvajala barijum od radijuma, i tehnike su bile dobro poznate. Majtner i Friš su zatim ispravno protumačili Hanove rezultate da znače da se jezgro uranijuma podelilo otprilike na pola. Friš je predložio da se proces nazove „nuklearna fisija”, po analogiji sa procesom deobe živih ćelija na dve ćelije, koji je tada nazivan binarnom fisijom. Kao što će termin nuklearna „lančana reakcija“ kasnije biti pozajmljena iz hemije, tako je i termin „fisija“ pozajmljen iz biologije.
Brzo su se proširile vesti o novom otkriću, koje je ispravno viđeno kao potpuno nov fizički efekat sa velikim naučnim – i potencijalno praktičnim – mogućnostima. Majtnerova i Frišova interpretacija otkrića Hana i Štrasmana prešli su Atlantski okean sa Nilsom Borom, koji je trebalo da predaje na Univerzitetu Prinston. I.I. Rabi i Vilis Lam, dva fizičara sa Univerziteta Kolumbija koji su radili na Prinstonu, čuli su vest i preneli je nazad u Kolumbiju. Rabi je izjavio da je rekao Enriku Fermiju; Fermi je dao priznanje Lamu. Bor je ubrzo nakon toga otišao sa Prinstona u Kolumbiju da vidi Fermija. Ne zatekavši Fermija u njegovoj kancelariji, Bor je otišao do ciklotrona i pronašao Herberta L. Andersona. Bor ga je uhvatio za rame i rekao: „Mladiću, dozvolite mi da vam objasnim nešto novo i uzbudljivo u fizici.“
Brojnim naučnicima u Kolumbiji bilo je jasno da treba da pokušaju da detektuju energiju oslobođenu u nuklearnoj fisiji uranijuma neutronskim bombardovanjem. Tim Univerziteta Kolumbija je 25. januara 1939. izveo prvi eksperiment nuklearne fisije u Sjedinjenim Državama, koji je urađen u podrumu Pupin Hola. Eksperiment je obuhvatao stavljanje uranijum oksida u komoru za jonizaciju, ozračivanje neutronima i merenje tako oslobođene energije. Rezultati su potvrdili da je došlo do fisije i snažno nagovestili da je fisiji posebno podložan izotop uranijum 235. Sledećeg dana, u Vašingtonu je počela Peta Vašingtonska konferencija o teorijskoj fizici pod zajedničkim pokroviteljstvom Univerziteta Džordž Vašington i Karnegi instituta iz Vašingtona. Tamo su se vesti o nuklearnoj fisiji još više proširile, što je podstaklo još mnogo eksperimentalnih demonstracija. Članak Hana i Štrasmana od 6. januara 1939. objavio je otkriće fisije. U svojoj drugoj publikaciji o nuklearnoj fisiji u februaru 1939. godine, Han i Štrasman su prvi put upotrebili termin Uranspaltung (fisija uranijuma) i predvideli postojanje i oslobađanje dodatnih neutrona tokom procesa fisije, otvarajući mogućnost nuklearne lančane reakcije. Rad Majtnerove i Friša od 11. februara 1939. uporedio je proces sa podelom kapi tečnosti i procenio oslobođenu energiju na 200 MeV. Članak od 1. septembra 1939. Bora i Vila koristio je ovaj model tečne kapljice da kvantifikuje detalje fisije, uključujući oslobođenu energiju, procenu poprečnog preseka za neutron-indukovanu fisiju i naveli su da je 235
U bio glavni doprinosilac tom poprečnom preseku i fisiji sporih neutrona.‍:262,311‍:9–13

### Realizacija lančane reakcije fisije
Tokom ovog perioda, mađarski fizičar Lio Silard je spoznao da se fisija teških atoma vođena neutronima može koristiti za stvaranje nuklearne lančane reakcije. Takva reakcija korišćenjem neutrona bila je ideja koju je prvi put formulisao 1933. godine, nakon što je pročitao Raderfordove omalovažavajuće opaske o stvaranju energije iz neutronskih sudara. Međutim, Silard nije uspeo da ostvari lančanu reakciju vođenu neutronima koristeći berilijum. Silard je izjavio: „...ako bismo mogli da pronađemo element koji bi se delio neutronima i koji bi emitovao dva neutrona kada bi apsorbovao jedan neutron, takav element, ako se sastavi u dovoljno velika masa, mogao bi da podržava nuklearnu lančanu reakciju.” Dana 25. januara 1939, nakon što je saznao za Hanovo otkriće od Judžina Vignera, Silard je primetio: „...ako se emituje dovoljno neutrona...onda bi, naravno, trebalo da bude moguće održati lančanu reakciju. Sve stvari koje je H. G. Vels predvideo su mi se odjednom učinile realnim.” Nakon objavljivanja Han-Štrasmanovog članka, Silard je u pismu Luisu Štrausu primetio da tokom fisije uranijuma „energija oslobođena u ovoj novoj reakciji mora biti mnogo veća od svih ranije poznatih slučajeva...“, što bi moglo dovesti do „velike proizvodnje energije i radioaktivnih elemenata, nažalost možda i do atomskih bombi.“‍:26–28,203–204,213–214,223–225,267–268
Silard je sada pozvao Fermija (u Njujorku) i Frederika Žolio-Kirija (u Parizu) da se uzdrže od objavljivanja mogućnosti lančane reakcije, kako nacistička vlada ne bi postala svesna mogućnosti uoči onoga što će kasnije biti poznato kao Drugi svetski rat. Uz malo oklevanja, Fermi je pristao na autocenzuru. Ali Žolio-Kiri nije, i aprila 1939. njegov tim u Parizu, uključujući Hansa fon Halbana i Lua Kovarskog, izvestio je u časopisu Nature da je broj neutrona emitovanih nuklearnom fisijom uranijuma tada iznosio 3,5 po fisiji. Silard i Valter Zin su otkrili da je „...broj neutrona emitovanih fisijom oko dva.” Fermi i Anderson su procenili „prinos od oko dva neutrona po svakom uhvaćenom neutronu.”‍:290–291,295–296
Sa vestima o fisionim neutronima od uranijumske fisije, Silard je odmah shvatio mogućnost nuklearne lančane reakcije korišćenjem uranijuma. U leto, Fermi i Silard su predložili ideju nuklearnog reaktora (gomile) koji bi posredovao u ovom procesu. Gomila bi koristila prirodni uranijum kao gorivo. Fermi je mnogo ranije pokazao da su atomi daleko efikasnije hvatali neutrone ako su bili male energije (tzv. „spori“ ili „termalni“ neutroni), jer je iz kvantnih razloga to činilo da atomi izgledaju kao mnogo veće mete za neutrone. Tako da bi usporili sekundarne neutrone koje oslobađaju fisiona jezgra uranijuma, Fermi i Silard su predložili grafitni „moderator“, sa kojim bi se brzi, visokoenergetski sekundarni neutroni sudarali, što bi ih efikasno usporavalo. Sa dovoljno uranijuma i dovoljno čistog grafita, njihova „gomila” bi teoretski mogla da izdrži lančanu reakciju sporih neutrona. To bi rezultiralo proizvodnjom toplote, kao i stvaranjem radioaktivnih fisionih produkata.‍:291,298–302
U avgustu 1939. Silard, Teler i Vigner su smatrali da bi Nemci mogli da iskoriste lančanu reakciju fisije i bili su podstaknuti da pokušaju da privuku pažnju vlade Sjedinjenih Država na to pitanje. U tom cilju, ubedili su Alberta Ajnštajna da im pomogne svojim kredibilitetom u pismu upućenom predsedniku Frenklinu Ruzveltu. Dana 11. oktobra, Ajnštajn-Silardovo pismo je dostavljeno preko Aleksandra Saksa. Ruzvelt je brzo shvatio implikacije, rekavši: „Aleks, ono što želiš je da vidiš da nas nacisti ne dignu u vazduh“. Ruzvelt je naredio formiranje Savetodavnog komiteta za uranijum.‍:303–309,312–317
U februaru 1940, podstaknut od strane Fermija i Džona R. Daninga, Alfred O. C. Nier je uspeo da odvoji U-235 i U-238 od uranijum tetrahlorida u staklenom masenom spektrometru. Nakon toga, Daning je, bombardujući uzorak U-235 neutronima generisanim ciklotronom Univerziteta Kolumbija, potvrdio da je „U-235 odgovoran za sporu neutronsku fisiju uranijuma.”‍:297–298,332
Na Univerzitetu u Birmingemu, Friš se udružio sa Pajerlsom, koji je radio na formuli kritične mase, pod pretpostavkom da je odvajanje izotopa moguće, oni su razmatrali 235U, čiji poprečni presek još nije bio određen, ali za koji se pretpostavljalo da je mnogo veći od prirodnog uranijuma. Oni su izračunali da bi samo funta ili dve u zapremini manjoj od loptice za golf, mogla da dovede do lančane reakcije brže od isparavanja, i da bi rezultujuća eksplozija stvorila temperaturu veću od unutrašnjosti Sunca i pritiske veće od centra zemlje. Pored toga, troškovi odvajanja izotopa „bili bi beznačajni u poređenju sa troškovima rata“. Do marta 1940. godine, podstaknuti Markom Olifantom, napisali su Friš-Pajerlsov memorandum u dva dela, „O konstrukciji superbombe; zasnovane na nuklearnoj lančanoj reakciji u uranijumu” i „Memorandum o svojstvima radioaktivne superbombe.” Dana 10. aprila 1940. održan je prvi sastanak MAUD komiteta.‍:321–325,330–331,340–341
U decembru 1940, Franc Simon iz Oksforda je napisao svoju „Procenu veličine stvarnog postrojenja za separaciju”. U njoj je Simon predložio gasnu difuziju kao najbolji metod za odvajanje izotopa uranijuma.‍:339,343
Emilio Segre i Glen Siborg su 28. marta 1941. izvestili o „jakim indikacijama da 94239 prolazi kroz fisiju sa sporim neutronima“. To je značilo da je hemijsko odvajanje bila alternativa odvajanju izotopa uranijuma. Umesto toga, nuklearni reaktor sa gorivom sa običnim uranijumom mogao bi da proizvede izotop plutonijuma kao zamenu za nuklearni eksploziv za 235U. U maju su pokazali da je poprečni presek plutonijuma 1,7 puta veći od U235. Kada je izmereno da je presek plutonijuma za brzu fisiju deset puta veći od U238, plutonijum je postao održiva opcija za bombu.‍:346–355,366–368
U oktobru 1941. MAUD je objavio svoj konačni izveštaj Vladi SAD. U izveštaju je stajalo: „Sada smo došli do zaključka da će biti moguće napraviti efikasnu uranijumsku bombu...Materijal za prvu bombu mogao bi biti spreman do kraja 1943. godine...“‍:368–369
U novembru 1941. Džon Daning i Judžin T. But su uspeli da demonstriraju obogaćivanje uranijuma kroz difuziju gasne barijere. Dana 27. novembra, Buš je Ruzveltu predao treći izveštaj Nacionalne akademije nauka. Izveštaj je, između ostalog, pozvao na paralelni razvoj svih sistema za odvajanje izotopa. Dana 6. decembra, Buš i Konant su reorganizovali zadatke Komiteta za uranijum, pri čemu je Harold Uri razvio gasnu difuziju, Lorens je razvio elektromagnetnu separaciju, Eger V. Marfri je razvio centrifuge, a Artur Komton je bio odgovoran za teoretske studije i dizajn.‍:381,387–388
Dana 23. aprila 1942, naučnici Met Lab-a su raspravljali o sedam mogućih načina da se ekstrahuje plutonijum iz ozračenog uranijuma i odlučili su da nastave istraživanje svih sedam. Dana 17. juna, prva serija uranijum nitrat heksahidrata (UNH) bila je podvrgnuta neutronskom bombardovanju na ciklotronu u Univerzitetu Vašington u Sent Luisu. Dana 27. jula, ozračeni UNH je bio spreman za tim Glena T. Siborga. Dana 20. avgusta, koristeći ultramikrohemijske tehnike, uspešno su ekstrahovali plutonijum.‍:408–415
U aprilu 1939. stvaranje lančane reakcije u prirodnom uranijumu postalo je cilj Fermija i Silarda, za razliku od razdvajanja izotopa. Njihovi prvi napori uključivali su petsto funti uranijum oksida iz Eldorado Radijum korporacije. Upakovan u pedeset i dve limenke prečnika dva inča i dužine dva metra u rezervoaru sa rastvorom mangana, mogli su da potvrde da je više neutrona emitovano nego što je apsorbovano. Međutim, vodonik u vodi je apsorbovao spore neutrone neophodne za fisiju. Tada je razmatran ugljenik u obliku grafita, zbog njegovog manjeg preseka hvatanja. U aprilu 1940. Fermi je uspeo da potvrdi potencijal ugljenika za lančanu reakciju sporih neutrona, nakon što je primio grafitne cigle Nacionalne kompanije za ugljenik u njihovim Pupin laboratorijama. U avgustu i septembru, tim iz Kolumbije je proširio merenja poprečnog preseka praveći seriju eksponencijalnih „gomila”. Prve gomile sastojale su se od uranijum-grafitne rešetke, koja se sastojala od 288 limenki, od kojih je svaka sadržala 60 funti uranijum-oksida, okruženih grafitnim ciglama. Fermijev cilj je bio da odredi kritičnu masu neophodnu za održavanje generisanja neutrona. Fermi je definisao faktor reprodukcije k za procenu lančane reakcije, sa vrednošću od 1,0 koja označava trajnu lančanu reakciju. 
U septembru 1941. Fermijev tim je uspeo da postigne samo vrednost k od 0,87. U aprilu 1942, pre nego što je projekat centralizovan u Čikagu, postigli su 0,918 uklanjanjem vlage iz oksida. U maju 1942. Fermi je planirao punu lančanu gomilu, Čikago gomila-1, nakon što je jedna od eksponencijalnih gomila na Stag Fildu dostigla k od 0,995. Između 15. septembra i 15. novembra, Herbert L. Anderson i Valter Zin izgradili su šesnaest eksponencijalnih gomila. Pribavljanje čistijih oblika grafita, bez tragova bora i njegovog velikog poprečnog preseka, postalo je najvažnije. Takođe je bila važna nabavka visoko prečišćenih oblika oksida od Malinkrodt hemijskih radova. Konačno, pribaljanje čistog metalnog uranijuma iz Ejmsovog procesa, značilo je zamenu oksidnih pseudosfera sa „jajima“ Frenka Spedinga. Počevši od 16. novembra 1942. godine, Fermi je naložio da Anderson i Zin rade u dve smene od po dvanaest sati, konstruišući gomilu koja je na kraju dostigla 57 slojeva do 1. decembra. Konačna gomila se sastojala od 771.000 funti grafita, 80.590 funti uranijum-oksida, 12.400 funti metalnog uranijuma, sa deset kontrolnih šipki kadmijuma. Intenzitet neutrona je meren bor trifluoridnim brojačem, sa uklonjenim kontrolnim šipkama, nakon završetka svake smene. Dana 2. decembra 1942. godine, kada se k približilo 1,0, Fermi je uklonio sve kontrolne šipke osim jedne i postepeno uklonio poslednju. Klikovi brojača neutrona su se povećali, kao i olovka za snimanje, kada je Fermi objavio „Gomila je postala kritična“. Oni su postigli k od 1,0006, što je značilo da se intenzitet neutrona udvostručuje svaka dva minuta, pored stvaranja plutonijuma.‍:298–301,333–334,394–397,400–401,428–442

### Prirodni fisioni lančani reaktori na Zemlji
Kritičnost je neuobičajena u prirodi. Na tri ležišta rude u Oklu u Gabonu, otkriveno je šesnaest lokacija (tzv. Oklo fosilni reaktori) na kojima se samoodrživa nuklearna fisija dogodila pre otprilike 2 milijarde godina. Nepoznato do 1972. godine (mada je to postulirao Pol Kuroda 1956. godine), kada je francuski fizičar Frensis Perin otkrio fosilne reaktore Oklo, shvatilo se da je priroda preduhitrila ljude. Lančane reakcije prirodne fisije uranijuma velikih razmera, koje je moderirala normalna voda, dešavale su se daleko u prošlosti i ne bi bile moguće sada. Ovaj drevni proces je mogao da koristi normalnu vodu kao moderatora samo zato što je 2 milijarde godina pre sadašnjosti prirodni uranijum bio bogatiji kraće živećim fisilnim izotopom 235U (oko 3%) od prirodnog uranijuma koji je danas dostupan (koji je samo 0,7% , i mora biti obogaćen na 3% da bi se mogao koristiti u reaktorima lake vode).

### Uranijum-235
Uranijum je u to vreme bio poslednji hemijski element u periodnom sistemu elemenata. Na osnovu pouzdanih rezultata koji su dobijeni pomoću hemijskog razdvajanja i proučavanja beta-čestica, utvrđeno je da produkti nuklearnog pretvaranja uranijuma-235 sa sporim neutronima, nisu transuranijski elementi, već elementi iz sredine periodnog sistema. Oto Han i Fritc Štrasman su 1938. otkrili da je jedan od produkata barijum. Marija Kiri je u svojim eksperimentima 1939. dobila lantan. Ni jedna grupa naučnika nije dobila transuranijske elemente, a kasnije su Oto Han i Fritc Štrasman dobili itrijum, stroncijum, kripton, ksenon i druge elemente iz sredine periodnog sistema.
Ovu zagonetku s nuklearnom reakcijom uranijuma-235 pravilno je rešila Liza Majtner i njen nećak Oto Robert Friš. Oni su 1939. pretpostavili da se uranijum-235 hvatanjem sporog neutrona cepa na dva fisijska fragmenta, jedan je atom barijuma, a drugi atom kriptona. Ovu nuklearnu reakciju pri kojoj se uranijum-235 cepa na dva približno jednaka fisijska fragmenta su nazvali nuklearna fisija. Oni su ukazali da su fragmenti nuklearne fisije vrlo nestabilni i da zbog odnosa neutrona i protona u njima, nastaje čitav niz beta-raspada. Utvrđeno je da se atomske mase fisijskih fragmenata nalaze u području s atomskom masom od 70 do 160, i da nuklearna fisija nije simetrična, pa se mase fisijskih fragmenata odnose u razmeri 2:3.
Produkti nuklearne fisije ili fisijski fragmenti se mogu podeliti u dve grupe, i to na laku grupu elemenata s atomskim brojem od 85 do 104 i tešku grupu elemenata s atomskim brojem od 130 do 149. Sporim neutronima se može izazvati nuklearna fisija uranijuma-235, ali ne i kod uranijuma-238. Nuklearna fisija uranijuma-235 se odvija na 30-tak načina. U vrlo kratkom vremenu od 10-12 sekunda atomska jezgra uranijuma-235 izbaci 2 do 3 neutrona. Ovi fisijski neutroni su brzi, ali kratkog života, manje od 10-14 sekundi. Osim fisijskih neutrona, nastaju i zakasneli neutroni, koje emitiraju fisijski fragmenti i njihovo vreme poluraspada je od 0,05 sekundi do 120 minuta. Iako zakasneli neutroni čine samo mali deo oko 0,65% svih oslobođenih neutrona, imaju presudnu ulogu u regulaciji nuklearnih reaktora.
Pomoću sporih (termičkih) neutrona ne nastaje nuklearna fisija samo kod uranijuma-235, već i kod uranijuma-233 i plutonijuma-239 (nuklearno gorivo). Nuklearne fisije su ostvarene i kod atomskih jezgara drugih teških elemenata, i to ne samo delovanjem neutrona, već i sa nekim elektrisanim česticama, kao što su proton, deuterijum i alfa-čestica, pomoću akceleratora čestica. Nuklearna fisija može nastati i delovanjem gama-čestica, kao što su poznati primeri bizmuta, olova, žive, zlata, platine i tantala.

### Model tekuće kapljice atomskog jezgra
Mehanizam nuklearne fisije objašnjava se teorijom nuklearne fisije, koju su iznijeli Nils Bor i J.A. Viler 1939, koju su je nazvali model tekuće kapljice atomskog jezgra. Oni su pretpostavili da je delovanje nuklearnih sila slično delovanju privlačnih sila između molekula u kapljici vode, koja zauzima oblik kugle i suprotstavlja se svojoj promeni oblika. Kad u atomsko jezgro uranijuma-235 uleti spori neutron, on svoju energiju preda nukleonima u tom jezgru. Usled toga nastaje njihovo brže kretanje i jezgro uranijuma-235, koje treba promatrati kao kapljicu tečnosti oblika kugle, prolazi kroz niz promena stanja i oblika. Kapljica se najpre izdužuje u elipsoid (oblik jajeta). Ako u kapljici ne postoji dovoljna količina energije da se svlada sila napetosti površine, ona će nakon vibriranja zauzeti ponovno svoj sferni oblik. Ali pri dovoljnoj količini energije, sila koja vrši promenu oblika će izazvati udubljivanje kapljice u sredini i kapljica će dobiti oblik sličan kikirikiju. U tom slučaju, elektrostatička odbijajuća Kulonova sila može svladati rezidualnu jaku nuklearnu silu, pa će se kapljica rascepiti u dva dela, koja će biti izbačena u različitim smerovima. Dva fisijska fragmenta će dobiti na kraju oblik kugle. Tako će nastati dva odvojena atomska jezgra različitih elemenata, koji će težiti stabilnijem stanju, pa će izbaciti jedan ili više neutrona.
Smatra se da nesimetrična priroda nuklearne fuzije nastaje zbog toga što se atomska jezgra sastoje od nekoliko slojeva. Pretpostavlja se da se simetrično cepaju samo spoljašnji slojevi, a unutrašnji deo jezgra se uopšte ne cepa, nego izleće zajedno s jednom polovinom nukleona iz spoljašnjih slojeva. Fisioni fragmenti izleću velikom brzinom i zagrevaju okolinu u kojoj nastaju.
Fisioni fragmenti uranijuma-235 zbog velikog broja neutrona, kojih ima više nego u stabilnim izotopima elemenata, su vrlo nestabilni. Svi fisioni fragmenti su elektronski aktivni i posle niza uzastopnih beta-raspada prelaze u stabilne izotope. To znači da svaki fisioni fragment ima svoj svojstveni radioaktivni niz. Pošto se pri emisiji beta-čestica menja atomska masa tog atoma, normalno je da se atomski broj takvog atoma povećava za jedan. Pri nuklearnoj fisiji uranijuma-235 otkriveno je preko 300 različitih aktivnih produkata fisije.
Kako pri nuklearnoj fisiji nastaje veliki broj beta-čestica i gama-čestica, ova jaka radioaktivnost stvara zatrovanje (kontaminaciju), usled čega dolazi do oštećenja ljudskog organizma, koji su im izloženi. Zbog toga osoblje koje radi u nuklearnim reaktorima mora upotrebljavati zaštitna sredstva.

## Svojstava nuklearne fisije

### Nuklearna energija vezanja atomskog jezgra
Nuklearna energija vezanja atomskog jezgra je energija koja drži nukleone na okupu. Ta energija ima različite vrednosti za različita jezgra, a raste s porastom masenog broja. Zbog takve razlike u energiji vezanja, neka su jezgra nestabilna i raspadaju se pretvarajući se u druge stabilnija jezgra. Učestalost raspada je povezana uz vreme poluraspada, koje se definiše kao vreme koje je potrebno da se raspadne polovina jezgri nekog uzorka. Vreme poluraspada različitih jezgara može imati vrednosti između delića sekunde pa sve do nekoliko milijardi godina.

### Nuklearni udarni presek
Nuklearni udarni presek je vrlo važan pojam kojim se određuje iskoristljivost neke nuklearne reakcije ili verovatnoća da dođe do sudara između neke ulazne čestice i atomskog jezgra nekog atoma. Merna jedinica za nuklearni udarni presek je 1 barn, a to iznosi 1 x 10-28 2. Tako je na primer nuklearni udarni presek za uranijum-235 i spore (termičke) neutrone 700 x 10-28 2 ili 700 barna.

### Nuklearna lančana reakcija
Nuklearna lančana reakcija nastaje usled samoodržanja nuklearne fisije, tako da fisijski neutroni, kojih je prosečno oko 2,5 po fisiji jednog jezgra, uzrokuju nove fisije. Samoodržanje nuklearne fisije može se ostvariti ako bar jedan od tih neutrona prouzrokuje novu fisiju u okolnim jezgrima. Tim procesom dolazi do kontinuiranog oslobađanja fisijske energije na kontrolirani način u posebnim uređajima koji se zovu nuklearni reaktori.
Temeljni princip lančane reakcije prilično je jednostavan. Atom uranijuma-235 apsorbuje neutron, koji uzrokuje njegovo cepanje. Pri cepanju se oslobađa energija i u proseku dva do tri nova neutrona, koji mogu izazvati nova cepanja. Taj se proces naziva nuklearnom lančanom reakcijom. U nuklearnom reaktoru proces lančane reakcije se kontroliše, jer od dva do tri novonastala neutrona pri cepanju u proseku samo jedan uzrokuje novo cepanje uranijuma 235. U reaktoru se, dakle, odvija kontrolirana lančana reakcija.
Nakon cepanja nastaju dve vrste neutrona: fisijski i zakasneli. Fisijski neutroni se oslobađaju neposredno nakon cepanja, a zakasneli kasnije, i to samo nakon raspada nekih fragmenata, odnosno njihovih potomaka. Iako zakasneli neutroni čine samo mali deo, oko 0,65% svih oslobođenih neutrona, imaju presudnu ulogu u regulaciji reaktora.
Svi fragmenti i većina njihovih potomaka radioaktivni su i raspadaju se. U proseku su do konačno stabilnog izotopa potrebna tri do četiri radioaktivna raspada. Većinom je reč o beta- i gama-raspadu, pri čemu se oslobađaju beta-čestice, odnosno gama-zraci. Energija koja se oslobađa u tim raspadima naziva se zakasnelom toplotom.
Za odvijanje lančane reakcije odlučne su dve veličine: neutronski prinos k i trajanje fisijske generacije τ u lančanoj reakciji. Trajanjem jedne fisijske generacije naziva se prosečno vreme između dve uzastopne fisije (da bi fisijski neutroni bili emitovani iz nekog jezgra i dospeli do drugih fisibilnih jezgara potrebno je neko vreme). Neutronski prinos k je odnos broja neutrona nastalih u fisijskom procesu prema broju neutrona nastalih u prethodnom fisijskom procesu. Lančana je reakcija nadkritična ako je k > 1, podkritična ako je k < 1. Ako je k = 1, lančana reakcija održava se trajno s istim brojem fisija u jediničnoj zapremini. Kontrolom neutronskog prinosa kontroliše se broj neutrona, koriste se štapovi od kadmijuma koji se uvlače u reaktorsko jezgro i apsorbiraju neutrone.

## Literatura
- DOE Fundamentals Handbook: Nuclear Physics and Reactor Theory Volume 1 (PDF). U.S. Department of Energy. 1993. Архивирано из оригинала (PDF) 19. 03. 2014. г. Приступљено 03. 01. 2012.
- DOE Fundamentals Handbook: Nuclear Physics and Reactor Theory Volume 2 (PDF). U.S. Department of Energy. 1993. Архивирано из оригинала (PDF) 03. 12. 2013. г. Приступљено 03. 01. 2012.
- G. H. Golub, J. M. Ortega: Wissenschaftliches Rechnen und Differentialgleichungen. Eine Einführung in die Numerische Mathematik. Heldermann Verlag, Lemgo. Golub, Gene Howard; Ortega, James M. (1995). Wissenschaftliches Rechnen und Differentialgleichungen: Eine Einführung in die numerische Mathematik. Heldermann. ISBN 978-3-88538-106-8.
- G. Oberholz: Differentialgleichungen für technische Berufe – vierte Auflage. Verlag Anita Oberholz, Gelsenkirchen. Oberholz, Gregor (1989). Differentialgleichungen für technische Berufe: Grundlagen und die gebräuchlichsten Lösungsverfahren mit grafischen, tabellarischen und rezeptartigen Lösungshilfen. Oberholz. ISBN 978-3-9801902-4-4.
- P.J. Olver (1995). Equivalence, Invariants and Symmetry. Cambridge Press..
- L. Papula: Mathematik für Ingenieure und Naturwissenschaftler Band 2. Viewegs Fachbücher der Technik, Wiesbaden. Papula, Lothar (2001). Mathematik fuer Ingenieure und Naturwissenschaftler. Band 2. Vieweg. ISBN 978-3-528-94237-3.
- Г, Бартоломей Г..; Д, Байбаков В..; С, Алхутов М..; А, Бать Г.. (1982). Основы теории и методы расчета ядерных энергетических реакторов. M: Энергоатомиздат.
- Камерон И. (1987). Ядерные реакторы. M: Энергоатомиздат.
- Климов А.Н. (1985). Ядерная физика и ядерные реакторы. M: Энергоатомиздат.
- К. Н. Мухин (1993). Экспериментальная ядерная физика. 1. Физика атомного ядра. Ч. I. Свойства нуклонов, ядер и радиоактивных излучений (5-е изд.). М: Энергоатомиздат. ISBN 978-5-283-04080-6.
- К. Н. Мухин (1993). Экспериментальная ядерная физика. 1. Физика атомного ядра. Ч. II. Ядерные взаимодействия (5-е изд.). M: Энергоатомиздат. ISBN 978-5-283-04081-3.
- Cyriel Wagemans (1991). The Nuclear Fission Process (1-е изд.). CRC Press. ISBN 978-0849354342.
- Bohr, Niels; John Archibald Wheeler (1939). „The Mechanism of Nuclear Fission”. Physical Review. 56 (5): 426—450. Bibcode:1939PhRv...56..426B. doi:10.1103/PhysRev.56.426.
- S. Bjørnholm, J. E.; Lynn (1980). „The double-humped fission barrier”. Reviews of Modern Physics. 52 (4): 725−931. Bibcode:1980RvMP...52..725B. doi:10.1103/RevModPhys.52.725.
- Balraj Singh; Zywina, Roy; Firestone, Richard B. (2002). „Table of Superdeformed Nuclear Bands and Fission Isomers: Third Edition (October 2002)”. Nuclear Data Sheets. 97 (2): 241—592. Bibcode:2002NDS....97..241S. doi:10.1006/ndsh.2002.0018. („свободный препринт”. Архивирано из оригинала 04. 03. 2016. г.)
- André Michaudon (2000). „From Alchemy to Atoms. The making of plutonium” (PDF) (на језику: енглески) (26). Los Alamos Science: 62—73.
- Kasten, P. R (1998). „Review of the Radkowsky Thorium reactor concept” (PDF). Science & Global Security. 7 (3): 237—269..
- Duncan Clark (9 September 2011), "Thorium advocates launch pressure group. Huge optimism for thorium nuclear energy at the launch of the Weinberg Foundation", The Guardian
- Nelson, A. T. (2012). „Thorium: Not a near-term commercial nuclear fuel”. Bulletin of the Atomic Scientists. 68 (5): 33—44. Bibcode:2012BuAtS..68e..33N. S2CID 144725888. doi:10.1177/0096340212459125.
- B.D. Kuz'minov, V.N. Manokhin, (1998) "Status of nuclear data for the thorium fuel cycle", IAEA translation from the Russian journal Yadernye Konstanty (Nuclear Constants) Issue No. 3–4, 1997
- Thorium and uranium fuel cycles comparison by the UK National Nuclear Laboratory
- „Fact sheet on thorium”. Архивирано из оригинала 16. 02. 2013. г. at the World Nuclear Association.
- „Annotated bibliography for the thorium fuel cycle”. Архивирано из оригинала 07. 10. 2010. г. from the Alsos Digital Library for Nuclear Issues

## Spoljašnje veze
- „Annotated bibliography for nuclear fission from the Alsos Digital Library”. Архивирано из оригинала 10. 12. 2005. г.